# 黑斑小鱸
黑斑小鱸（学名：Percina maculata）為輻鰭魚綱鱸形目鱸亞目河鱸科的其中一種，分布於加拿大、美國的五大湖、密西西比河等流域，體長可達11公分，棲息在砂石底質水塘、溪流，屬肉食性，以水生昆蟲為食。
其种加词“maculata”意为“有斑点的”。